# Hakkalapura, Gundlupet
Hakkalapura là một làng thuộc tehsil Gundlupet, huyện Chamarajanagar, bang Karnataka, Ấn Độ.